# نركو
نركو (بالفارسية: نرکو) هي قرية تقع في قسم بردخون الريفي (مقاطعة دير) في إيران. يقدر عدد سكانها بـ 21 نسمة.